# Nina Vindevoghel
Nina Vindevoghel is een Belgisch voetbalspeelster.

## Statistieken
| Seizoen | Club        | Land   | Competitie   | Wedstrijden | Doelpunten |
| ------- | ----------- | ------ | ------------ | ----------- | ---------- |
| 2012/13 | Club Brugge | België | BEL          | 15          | 2          |
| 2013/14 | Gent        | België | BEL          | 16          | 0          |
| 2020/21 | Gent        | België | Super League | –           | –          |
| Totaal  | Totaal      | Totaal | Totaal       | –           | –          |

Laatste update: september 2020